# Boudiennyia saintpierrei
Boudiennyia saintpierrei is een vliesvleugelig insect uit de familie Mymaridae. De wetenschappelijke naam is voor het eerst geldig gepubliceerd in 1937 door Girault.